# ماری فورشو
ماری فورشو (سوئدی: Marie Forså؛ زادهٔ ۱۳ دسامبر ۱۹۵۶) بازیگر اهل سوئد است.
از فیلم‌هایی که وی در آن‌ها نقش داشته‌است، می‌توان به ژوستین و ژولیت، حکایت‌های غیراخلاقی، فلوسی و بازیچه شیطان اشاره نمود.